# Теплоухова
Теплоу́хова (рос. Теплоухова) — присілок у складі Шатровського району Курганської області, Росія. Входить до складу Самохваловської сільської ради.
Населення — 63 особи (2010, 127 у 2002).
Національний склад станом на 2002 рік: росіяни — 99 %.